# Consejos de Trabajadores y Soldados
Los Consejos de Trabajadores y Soldados (en alemán Arbeiter- und Soldatenräte) fueron durante la Revolución de Noviembre (1918) en Alemania los órganos de autoadministración de las ciudades y de las guarniciones en las cuales tanto trabajadores como soldados se habían movilizado para apoyar el recién creado Gobierno parlamentario y el fin de la Primera Guerra Mundial. Sus componentes eran principalmente miembros del Partido Socialdemócrata de Alemania (SPD) y del Partido Socialdemócrata Independiente de Alemania (USPD), entonces ambos socialistas.

## Historia
El primer Consejo de Trabajadores y Soldados se formó el 4 de noviembre de 1918 en Kiel con motivo del levantamiento de los marineros de la flota de guerra de este puerto, que se negaban a salir al mar a realizar una última y desesperada batalla naval contra la flota británica que bloqueaba el Mar del Norte, como pretendían sus mandos. En los días siguientes, numerosas ciudades y guarniciones siguieron su ejemplo mientras se iba fraguando y desarrollando la revolución de 1918. En un principio, bajo el lema «Paz y pan», se trataba de protestas sociales y de exigencias de poner inmediatamente fin a la guerra, pero muy pronto empezaron a pedir la abdicación del káiser Guillermo II de Alemania y la proclamación de una república socialista.
El político del SPD Gustav Noske, que se había trasladado inmediatamente de Berlín a Kiel, se puso al frente del movimiento muy virulento en esta ciudad, consiguiendo moderar las peticiones de los sublevados, sirviendo lo que ocurría en esta ciudad como ejemplo, con lo que en gran parte de Alemania la revolución de 1918 se desarrolló pacíficamente.
En el congreso nacional que celebraron los Consejos el 16 de diciembre en Berlín, se pidió, entre otros temas, la eliminación de la constitución que regía el ejército, así como la creación de un ejército popular en el que los oficiales serían elegidos por los soldados. Las peticiones de los partidarios del USPD fueron aún más lejos, exigiendo que la nueva constitución debería basarse en estos Consejos, pero no fueron aceptadas. Esta desavenencia acabó siendo el germen de la creación del KPD (Partido Comunista Alemán) bajo el liderazgo de Karl Liebknecht y Rosa Luxemburgo.

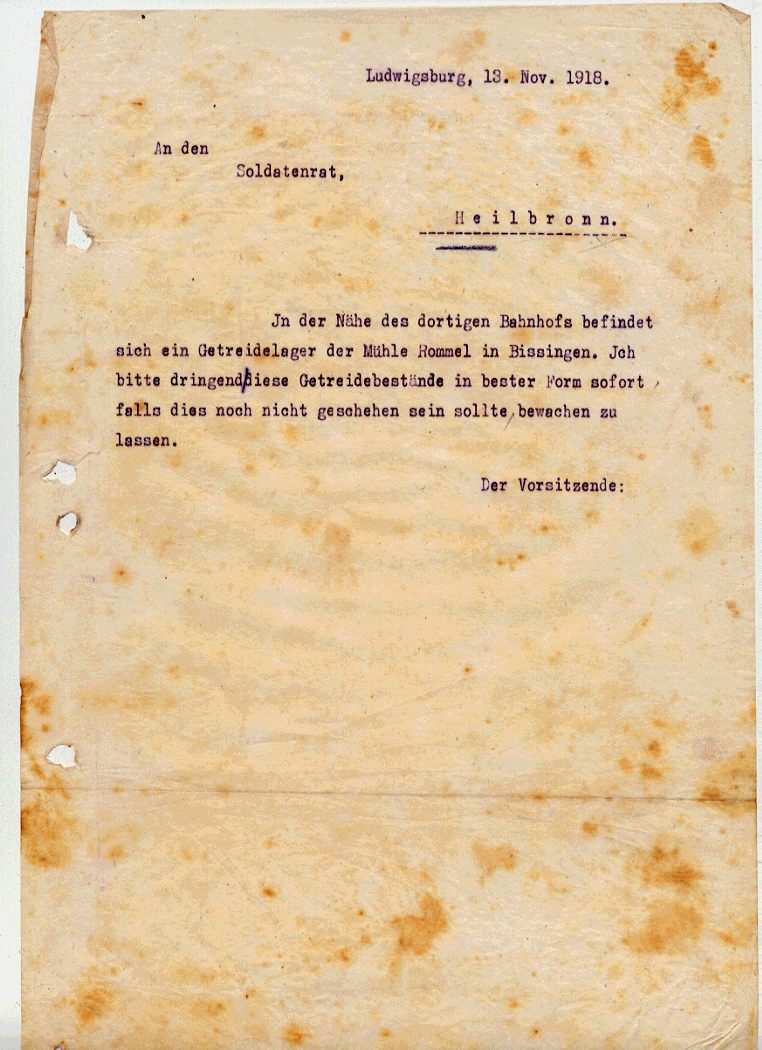
Documento en el que el Consejo de Soldados de la guarnición de Ludwigsburg ordena el 13 de noviembre de 1918 al subordinado del de Heilbronn que vigile un granero.

El pacífico clima que consiguieron mantener los consejos en gran parte de las ciudades y en las guarniciones durante la desmovilización de las tropas que volvían de los frentes, dio como resultado final la creación de la República de Weimar con el consenso entre las exigencias revolucionarias y los intereses de la clase media.
Los consejos fueron disueltos a partir del verano de 1919 a medida que se consolidaba la nueva república.

## Literatura
- Ulrich Kluge, Soldatenräte und Revolution, Vandenhoeck & Ruprecht, Gotinga 1975, ISBN 3-325-35965-9
- Sebastian Haffner, Die deutsche Revolution 1918/1919, Múnich 1979 (entre otros ISBN 3-499-61622-X); también publicado con el título de Der Verrat, Berlín 2002, (ISBN 3-930278-00-6)
- Hagen Schulze, Weimar. Deutschland 1917-1933, Berlín 1982
- Erster Allgemeiner Kongreß der Arbeiter- und Soldatenräte Deutschlands, 16.-21. Dez. 1918, Berlín 1976
- Heinrich August Winkler, Weimar 1918-1933, Múnich 1993
- Wilhelm Keil, Erlebnisse eines Sozialdemokraten, tomo 2, Deutsche Verlags-Anstalt Stuttgart 1948
- Eberhard Kolb y Klaus Schönhoven, Regionale und Lokale Räteorganisationen in Württemberg 1918/19, Droste Verlag, Düsseldorf 1976, ISBN 3-7700-5084-3
- Günter Cordes, Das Revolutionsjahr 1918/19 in Württemberg und die Ereignisse in Ludwigsburg, Ludwigsburger Geschichtsblätter, número 32, Kommissionsverlag J. Aigner, Ludwigsburg 1980
- Klaus Schönhoven, Die württembergischen Soldatenräte in der Revolution von 1918/19, Zeitschrift für Württembergische Landesgeschichte, año XXXIII 1974, W. Kohlhammer Verlag, Stuttgart 1976
- Paul Hahn, Der rote Hahn. Eine Revolutionserscheinung, Bergers Literarisches Büro und Verlagsanstalt, Stuttgart 1922
- Erhard Lucas: Frankfurt unter der Herrschaft des Arbeiter- und Soldatenrats 1918/19,  Fráncfort del Meno, 1969
- Wilhelm Sollmann: Die Revolution in Köln. Ein Bericht über Tatsachen, Verlag der RhZtg, Colonia 1918
- Dirk Dähnhardt: Revolution in Kiel, Karl Wachholtz Verlag, Neumünster, 1984.